# NGC 444
NGC 444 es una galaxia espiral de la constelación de Piscis. 
Fue descubierta el 26 de octubre de 1854 por el astrónomo William Parsons.